# Канда (Француска)
Канда (фр. Candas) насеље је и општина у североисточној Француској у региону Пикардија, у департману Сома која припада префектури Амјен.
По подацима из 2011. године у општини је живело 1062 становника, а густина насељености је износила 61,49 становника/km². Општина се простире на површини од 17,27 km². Налази се на средњој надморској висини од 146 метара (максималној 166 m, а минималној 97 m).

## Демографија
| 1962. | 1968. | 1975. | 1982. | 1990. | 1999. | 2011. |
| ----- | ----- | ----- | ----- | ----- | ----- | ----- |
| 794   | 809   | 804   | 754   | 807   | 888   | 1.062 |

График промене броја становника у току последњих година